# Трушин, Василий Прокофьевич
Васи́лий Проко́фьевич Тру́шин (26 января [7 февраля] 1899 — 5 апреля 1974) — советский военачальник, генерал-майор Советской армии. Герой Советского Союза (1945).

## Биография
Родился в селе Владыкино Саратовской губернии ныне Ртищевского района Саратовской области. Русский.
В РККА с 1919 года. Воевал на Туркестанском фронте Гражданской войны: командир отделения, командир взвода, помощник командира роты. Окончил 4-ю Ташкентскую объединённую школу комсостава в 1921 году. После её окончания продолжил службу в Туркестане, принимал участие в боях против басмачей в Средней Азии. В 1921 году вступил в ВКП(б).
С марта 1923 года — командир роты в 9-й Донской стрелковой дивизии Северо-Кавказского военного округа. В июле 1929 года переведён на Дальний Восток и назначен командиром роты, а затем командиром этапного пункта 1-го Читинского стрелкового полка.
В 1929 году принимал участие в боевых действиях против китайских войск во время конфликта на КВЖД.
С декабря 1930 года — ответственный секретарь партийного бюро 1-го Читинского стрелкового полка. С апреля 1931 года командовал стрелковым, а с ноября этого года — учебным батальонами в 1-й Тихоокеанской стрелковой дивизии, а с июня 1936 года — в Владивостокском отдельном стрелковом полку в составе Владивостокского укрепрайона.
В 1936 году окончил Высшие тактические стрелковые курсы «Выстрел». С сентября 1937 года — комендант города Владивостока.
С апреля 1939 года — командир сектора в Посьетском укрепрайоне. С октября 1939 года — командир Хасанского сектора береговой обороны. С октября 1942 года командовал 14-й, а с ноября 1943 года — 13-й бригадами морской пехоты Тихоокеанского флота.
В августе 1945 года во главе бригады отличился в советско-японской войне. Получив приказ на проведение десантной операции по захвату города и японской военно-морской базы Сейсин (Чхончжин, Северная Корея), организовал высадку десантов в порту. Когда вопреки ожиданиям японское командование не оставило город, а оказало упорное сопротивление разведотряду флота, Трушин организовал высадку в Сейсине сначала передового отряда (14 августа), а затем и главных сил бригады 15 августа. В этот день сам высадился в Сейсине и на месте принял командование десантными силами. В сражении наступил перелом. К середине дня 16 августа город и порт были полностью освобождены.
Указом Президиума Верховного Совета СССР от 14 сентября 1945 года за мужество и героизм, проявленные в боях с японскими милитаристами, генерал-майору Василию Прокофьевичу Трушину было присвоено звание Героя Советского Союза.
После войны продолжал службу в ВМФ СССР. С апреля 1946 года — командир 63-й бригады морской пехоты Южно-Балтийского (затем — 4-го) флота. С апреля 1947 года — командир Учебного отряда Черноморского флота. С июня 1948 года — командир 1-й пулемётно-артиллерийской дивизии 8-го ВМФ (Балтика).
В 1950 году окончил Высшие курсы при Высшей военной академии имени К. Е. Ворошилова. С мая 1950 года — заместитель начальника Управления боевой подготовки береговой артиллерии, морской пехоты и сухопутных частей — начальник 3-го отдела Морского генерального штаба.
С сентября 1951 года — начальник 3-го отдела — заместитель начальника Управления сухопутных войск и морской пехоты береговой обороны ВМФ. С мая 1953 года заместитель начальника отдела, а с июня 1955 года — начальник отдела Управления боевой подготовки ВМФ СССР.
В декабре 1955 года Трушин ушёл в запас в звании генерал-майора. Жил в Москве по адресу: Новопесчаная улица, 19к3.
Умер 5 апреля 1974 года. Похоронен в Москве на Химкинском кладбище.

## Награды
- Медаль «Золотая Звезда» № 8840[1];
- два ордена Ленина (оба в 1945 году)[4];
- три ордена Красного Знамени (1944, 1945, 1949)[5];
- два ордена Красной Звезды (1936, 1944)[6];
- медаль 20 лет РККА;
- медаль «За освобождение Кореи» (КНДР);
- другие награды.

## Память
- Имя Василия Трушина присвоено большому десантному кораблю проекта 11711. Заложен на судостроительном заводе «Янтарь» 23 апреля 2019 года, войдёт в состав Тихоокеанского флота ВМФ России.
- Мемориальная доска в память о Трушине установлена Российским военно-историческим обществом на здании Владыкинской средней школы, где он учился.